# Belajski Malinci
Belajski Malinci is een plaats in de gemeente Barilović in de Kroatische provincie Karlovac. De plaats telt 39 inwoners (2001).